# Igreja Católica na Finlândia
A Igreja Católica na Finlândia faz parte da Igreja Católica sob a liderança espiritual do Papa e da Cúria em Roma.
A Finlândia tem a menor proporção de católicos de toda a Europa, cerca de 9.000. A esmagadora maioria são estrangeiros, particularmente poloneses. Cerca de metade dos padres são poloneses. Desde 2007 há apenas dois sacerdotes nascidos na Finlândia, e apenas um deles trabalha na Finlândia. O Bispo de Helsinque é o Mons. Teemu Sippo, nomeado em 16 de junho de 2009. Ele é o primeiro finlandês no cargo de bispo católico em mais de 500 anos.
Devido ao pequeno número de católicos na Finlândia , o país inteiro forma uma única diocese, a Diocese de Helsinque.

## História

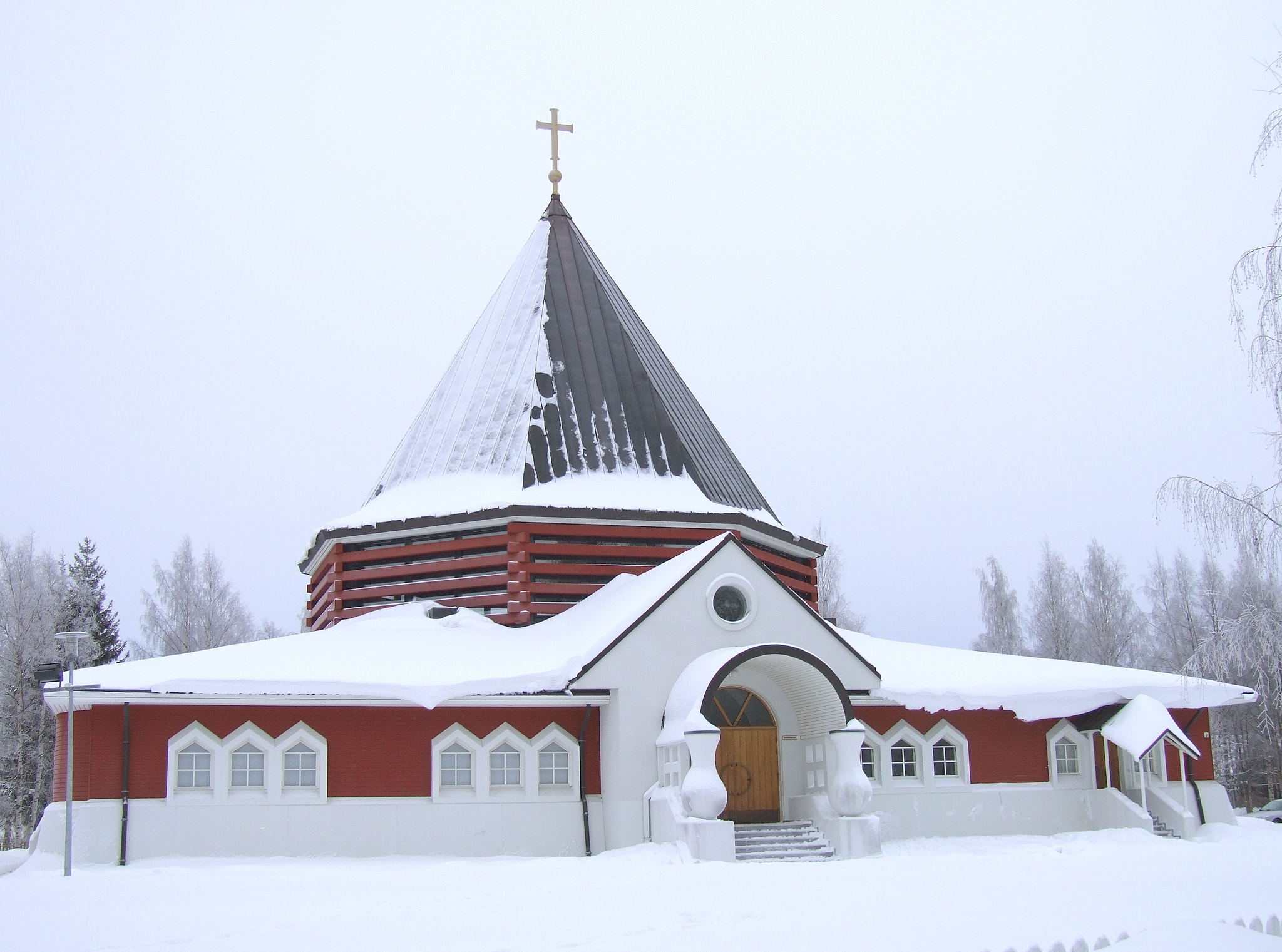
A paróquia Sagrada Família de Nazaré em Oulu, construída por membros do Caminho Neocatecumenal em fevereiro de 2006

O catolicismo foi uma das primeiras formas de cristandade que entraram na Finlândia. Os achados mais antigos datam dos séculos XI e XII. No século XVI, a Finlândia, como parte da Suécia, participou da Reforma Protestante, que fez com que o catolicismo perdesse quase todas as suas terras e fiéis no país
O primeiro serviço religioso católico, após a morte de João III da Suécia foi realizado em 1796 pelo vigário apostólico de Estocolmo, o padre de origem italiana, Paolo Moretti.
A paróquia de Vyborg foi criada em 1799, na parte russa da Velha Finlândia. Depois o resto da Finlândia tornou-se parte do Império Russo em 1812, e a paróquia passou a abranger todo o Grão-Ducado da Finlândia. Havia cerca de 3.000 católicos em 1830. Todos os sacerdotes, até os anos 1860 eram lituanos da ordem dos dominicanos. A paróquia de Helsinque foi fundada em 1856, possivelmente devido a influência da esposa do governador-geral Frederico Guilherme von Berg, Leopoldina Cicogna Mozzoni. A Catedral de Santo Henrique, em Helsinque, foi concluída em 1860.
Em 1882, todos os padres e freiras alemãs foram expulsos. Todos os padres estrangeiros foram expulsos novamente em 1912. Após a independência da Finlândia e da partida das forças militares russas, que tinha incluído muitos poloneses e lituanos, a Igreja Católica perdeu a maioria de seus membros.
Em 1920, um Vicariato Apostólico foi criado na Finlândia. A paróquia de Turku foi criada em 1926, e, em 1927, a Paróquia de Terijoki. O Governo concedeu à Igreja Católica na Finlândia o status de comunidade religiosa em 1929. A Finlândia estabeleceu relações diplomáticas com a Santa Sé em 1942, e Pio XII doou uma quantia significativa de dinheiro para órfãos da guerra finlandesa contra a Rússia. Depois da guerra, as paróquias de Vyborg e Terijoki, que se localizavam em territórios cedidos à Rússia, foram transferidos para Lahti, e uma nova paróquia foi fundada em 1949, em Jyväskylä.

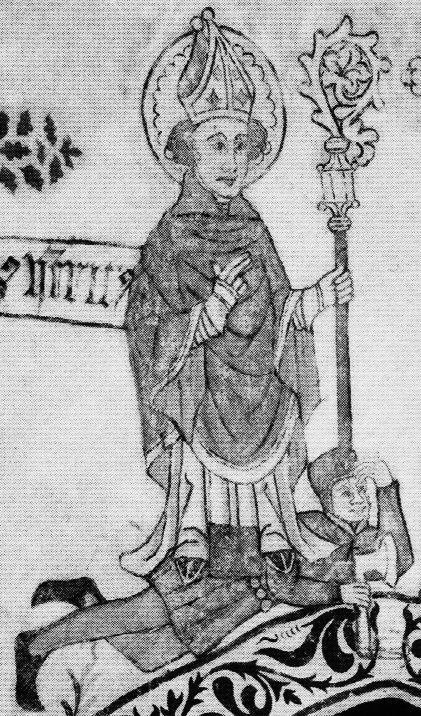
Henrique, bispo de Uppsala

A Igreja da Assunção de Maria foi concluída em Helsinque, em 1954. No ano seguinte, o vicariato apostólico foi elevado a diocese. A paróquia de Tampere foi criada em 1957, a paróquia de Kouvola em 1985, e a paróquia de Oulu em 1992.
Movimentos da Igreja Católica e grupos também são ativos na Finlândia. Um deles, o Caminho Neocatecumenal estabeleceu dois seminários Redentoris Mater e mantém uma presença tanto em Helsinque e em outras cidades, principalmente Oulu.
Católicos finlandeses étnicos, como acontece com os católicos dos outros países nórdicos – historicamente protestantes – tendem a seguir linhas conservadoras ou tradicionalistas. Talvez o católico mais conhecido neste momento é o chefe do nacionalista Partido dos Verdadeiros Finlandeses, Timo Soini.

## Igrejas
Há sete paróquias católicas na Finlândia :
- Helsinque: Catedral de Santo Henrique
- Helsinque: Igreja de Santa Maria
- Turku: Igreja de  Santa Brígida
- Jyväskylä: Igreja de Santo Olavo
- Tampere: Igreja de Santa Cruz
- Kouvola: Igreja de Santa Úrsula
- Oulu: Igreja da Sagrada Família de Nazaré

## Ordens Religiosas
A Ordem dos Brigitinos está ativa na Finlândia, com conventos em Turku e Koisjärvi, perto de Lohja. Um convento carmelita, o Mosteiro de Nossa Senhora do Monte Carmelo foi criado em Espoo em 1988.

## As relíquias de Henrique
A posse de relíquias do Bispo Henrique causou alguma controvérsia entre o Conselho Nacional de Antiguidades, a Igreja Católica finlandesa, e a Igreja Evangélica Luterana da Finlândia. Em 1998, o padre da Paróquia de Santo Henrique, em Helsinque desejava transferir as relíquias para a Catedral de São Henrique, embora tivesse sido previamente exposta na Catedral luterana de Turku. O Conselho Nacional de Antiguidades, eventualmente, optou por colocar as relíquias na catedral católica.